# Yeni Yol
 (février 2018).
Sosyalist Demokrasi için Yeniyol, (en français : Cours nouveau pour la démocratie socialiste) est la section turque de la Quatrième Internationale réunifiée. Elle forme une tendance interne au sein du Parti de la liberté et de la solidarité. 

## Principes
Elle défend les idées du marxisme, ayant comme but « un socialisme pluraliste, féministe, écologiste, autogestionnaire et internationaliste ».